# Саламандра чорна
Саламандра чорна (Pseudoeurycea nigra) — вид земноводних з роду Центральноамериканська саламандра родини Безлегеневі саламандри.

## Опис
Загальна довжина досягає 59,7 мм—58,9 мм. Спостерігається статевий диморфізм: самиці більші за самців. Голова широка. Очі опуклі. Тулуб тонкий та стрункий. Кінцівки довгі. Хвіст довгий, що поступово звужується.
Забарвлення вдень глянцево-чорне, вночі стає шоколадно-коричневим. На морді можуть бути невеличкі білі плями, а пальці із червоним відтінком.

## Спосіб життя
Полюбляє вологі тропічні ліси. Вона живе на верхівках дерев, ведучи спосіб життя, що нагадує деревних ящірок. При небезпеці, вона стрибає з одного стовбура на інший, ховаючись під листям. Ця саламандра виробляє липкий, погано тхнущий секрет, який може викликати у людини алергічну реакцію. Зустрічається на висоті до 1100–1200 м над рівнем моря. Живиться переважно комахами.
Самиця відкладає яйця у листя на деревах. Розвиток відбувається в яйці, без личинкової стадії. З'являються вже сформовані маленькі саламандри.

## Розповсюдження
Мешкає у штаті Чіапас (Мексика).